# Плат, Брайан
Брайан Плат (нидерл. Brian Plat; род. 5 апреля 2000, Волендам, Северная Голландия) — нидерландский футболист, защитник клуба «Беерсхот».

## Клубная карьера
Плат — воспитанник клуба «Волендам». С 2017 года выступал за резервную команду «Йонг Волендам», в составе которого был в шаге от повешения в третий дивизион Нидерландов по футболу. В следующем сезоне команде выиграла дивизион «Лига Воскресенья», заработав повышение во второй дивизион.
19 октября 2019 года в матче против «Ден Босх» он дебютировал в основном составе «Волендам» в Эрстедивизи. 3 марта 2021 года в матче против «Алмере Сити» Брайан забил первый гол в составе клуба.